# 원송수
원송수(元松壽, 1324년 ~ 1366년)는 고려의 문신이다. 본관은 원주(原州). 시호는 문정(文定)이다.

## 생애
아버지인 첨의평리(僉議評理) 원선지(元善之)의 관직을 이어받아 정동행성(征東行省)의 도진무(都鎭撫)에 임명되었다.
1339년(충숙왕 복위 8) 국자감시(國子監試)에 합격하고 이어 문과에 급제해 춘추관 수찬(修撰)이 되었다. 1344년(충목왕 즉위년)에는 안진(安震)과 이제현(李齊賢)의 천거로 서연(書筵)에 참여했으며, 얼마 뒤에 헌납(獻納)이 되었다.
이 때 찬성사 정천기(鄭天起)가 헌납 곽충수(郭忠秀)와 함께 고신(告身)을 받지 않은 채 곧바로 정방(政房)에 들어가 일을 보고 있다며 탄핵했다가 파직당하였다.
1351년(충정왕 3)에 서해도 안렴사(西海道按廉使)로 나갔다. 공민왕이 즉위해 귀국하자 원송수가 길에서 영접했는데, 풍채가 준수하고 행동이 법도에 맞았으므로 왕은 그가 보통 사람이 아닌 줄을 알고서 바로 내서사인(內書舍人) 겸 좌부대언(左副代言)으로 발탁해 국가의 기밀을 맡겼다. 나날이 신임이 더해져 지주사(知奏事)로 전임되어 관리의 선발과 임명에 참여했을 때는 관작과 상벌의 수여를 조금의 사사로움도 없이 신중히 행했다. 왕이 한번은 승려에게 관직을 주려고 그를 불렀더니 병을 핑계하여 가지 않았다.
1363년(공민왕 12) 홍건적의 난이 평정된 뒤 왕의 파천(播遷)을 호종한 공으로 1등공신에 책봉되었다. 이 해에 이강(李岡)을 천거해 기무(機務)를 관장하는 직임을 대신하게 한 뒤 첨서추밀원사(簽書樞密院事)에 오르고 충근찬화공신(忠勤贊化功臣)의 칭호를 받았다.
1365년 정당문학(政堂文學)에 올랐으나 곧 신돈(辛旽)의 비위를 거슬러 파직되었다. 1366년 신돈이 더욱 제멋대로 권력을 휘두르자 근심과 울분으로 병이 나 43살로 죽었다. 그는 재상으로서의 기량을 갖추었기에 나라 사람들이 다들 애석하게 여겼다. 왕은 해당 관청에 명해 그를 장사지내도록 했으며 관등을 올려 주고 시호를 문정(文定)이라고 하였다. 그는 시문에 능했고 예학에 밝았다.

차조남당운(次曺南堂韻)-원송수(元松壽)

少日心期老末閒(소일심기노말한) ; 젊어서는 나이들면 한가로워질 줄 알았는데
宦情容易損朱顔(환정용이손주안) ; 벼슬살이 하다보니 젊은 내 얼굴은 다 어디가고
君恩報了方歸去(군은보요방귀거) ; 나라님 은혜 갚으려니 언제야 돌아가리
吾眼無由對碧山(오안무유대벽산) ; 좋은 강산 한번 보고 싶어도 겨를 없어 하노라

## 가족 관계
- 증조부 : 중찬(中贊) 원부(元傅)
  - 조부 : 동지밀직사사 원경(元卿)
    - 아버지 : 첨의평리(僉議評理) 원선지(元善之)
    - 처부 : 찬성사 권렴(權廉)
      - 부인 : 안동 권씨(安東權氏)
        - 아들 : 원서(元序)
        - 아들 : 원상(元庠)